# Враштил, Мирослав (старший)
Мирослав Враштил (чеш. Miroslav Vraštil; род. 31 июля 1951, Оломоуц) — чехословацкий гребец, выступавший за сборную Чехословакии по академической гребле в 1970-х и 1980-х годах. Обладатель серебряной медали чемпионата Европы, победитель и призёр первенств национального значения, участник трёх летних Олимпийских игр.

## Биография
Мирослав Враштил родился 31 июля 1951 года в городе Оломоуц, Чехословакия. Пришёл в академическую греблю в возрасте 12 лет.
Первого серьёзного успеха на международном уровне добился в сезоне 1969 года, когда вошёл в состав чехословацкой национальной сборной и в восьмёрках одержал победу на юниорском мировом первенстве в Неаполе.
Впервые заявил о себе среди взрослых спортсменов в сезоне 1971 года, выступив на чемпионате Европы в Копенгагене — здесь в восьмёрках стал седьмым.
Благодаря череде удачных выступлений удостоился права защищать честь страны на летних Олимпийских играх 1972 года в Мюнхене. В составе экипажа-восьмёрки, куда также вошли гребцы Зденек Куба, Ладислав Лоренц, Зденек Зика, Ладислав Гейтум, Милан Сухопар, Павел Конвичка, Олдржих Крутак и рулевой Иржи Птак, неудачно выступил на предварительном квалификационном этапе, но через дополнительный отборочный заезд всё же попал в полуфинальную стадию, где в конечном счёте финишировал пятым. В утешительном заезде за 7-12 места стал четвёртым и таким образом закрыл десятку сильнейших экипажей в своей дисциплине.
В 1973 году побывал на чемпионате Европы в Москве, откуда привёз награду серебряного достоинства, выигранную в восьмёрках.
В 1975 году в той же дисциплине стал четвёртым на чемпионате мира в Ноттингеме.
Находясь в числе лидеров гребной команды Чехословакии, благополучно прошёл отбор на Олимпийские игры 1976 года в Монреале. На сей раз показал в программе восьмёрок шестой результат, при этом его партнёрами были гребцы Вацлав Млс, Йозеф Пламинек, Йозеф Покорный, Карел Мейта, Йозеф Нештицкий, Любомир Заплетал, Павел Конвичка и рулевой Иржи Птак.
В 1978 году в четвёрках без рулевого занял пятое место на чемпионате мира в Карапиро.
Стартовал в распашных безрульных двойках на Олимпийских играх 1980 года в Москве, вместе с напарником Мирославом Кнапеком в итоге стал пятым.
После московской Олимпиады Враштил остался действующим спортсменом на ещё один олимпийский цикл и продолжил принимать участие в крупнейших международных регатах. Так, в 1981 году в четвёрках без рулевого он был четвёртым на чемпионате мира в Мюнхене.
В 1982 году в безрульных четвёрках показал четвёртый результат на чемпионате мира в Люцерне.
В 1983 году в той же дисциплине финишировал пятым на чемпионате мира в Дуйсбурге.
Рассматривался в качестве кандидата на участие в Олимпийских играх 1984 года в Лос-Анджелесе, но Чехословакия вместе с несколькими другими странами восточного блока бойкотировала эти соревнования по политическим причинам. Вместо этого Враштил выступил на альтернативной регате «Дружба-84» в Москве, где в четвёрках без рулевого завоевал бронзовую медаль.
По завершении спортивной карьеры в течение пяти лет занимался тренерской деятельностью, затем, после распада Чехословакии в 1993 году, устроился на работу школьным учителем.
С конца 1980-х годов Мирослав Врашлил серьёзно увлекался триатлоном. В какой-то момент он возобновил регулярные тренировки и на 2010 год поставил себе задачу преодолеть не меньше 20 гонок Ironman. В итоге он справился с этой задачей, в течение года финишировал на 22-х гонках, установив тем самым мировой рекорд.
Женат, имеет пятерых детей. Его старший сын Мирослав тоже стал известным гребцом, представлял Чехию на двух Олимпийских играх.